# クリスティ・マコスコ・クリーガー
クリスティ・マコスコ・クリーガー（Kristie Macosko Krieger）は、アメリカ合衆国の映画プロデューサー。スティーヴン・スピルバーグ監督作品への参加で知られている。

## 人物
彼女はスピルバーグ製作総指揮のドキュメンタリー映画『The Last Days』（1999年）でキャリアを始め、その後『A.I.』（2001年）から『タンタンの冒険/ユニコーン号の秘密』（2011年）でアシスタント（またはアソシエイト）を務めた。『インディ・ジョーンズ/クリスタル・スカルの王国』（2008年）では初めてアソシエイトプロデューサーを務めた。『ブリッジ・オブ・スパイ』（2015年）と『ペンタゴン・ペーパーズ/最高機密文書』（2017年）と『ウェスト・サイド・ストーリー』（2021年）、『フェイブルマンズ』（2022年）によりアカデミー賞作品賞にノミネートされた。

## フィルモグラフィ
| 年   | 作品                                                                                             | 備考                                     |
| ---- | ------------------------------------------------------------------------------------------------ | ---------------------------------------- |
| 2001 | A.I. A.I. Artificial Intelligence                                                                | アシスタント: スティーヴン・スピルバーグ |
| 2002 | マイノリティ・リポート Minority Report                                                           | アシスタント: スティーヴン・スピルバーグ |
| 2002 | キャッチ・ミー・イフ・ユー・キャン Catch Me If You Can                                           | アソシエイト: スティーヴン・スピルバーグ |
| 2004 | ターミナル The Terminal                                                                          | アソシエイト: スティーヴン・スピルバーグ |
| 2005 | 宇宙戦争 War of the Worlds                                                                       | アソシエイト: スティーヴン・スピルバーグ |
| 2005 | SAYURI Memoirs of a Geisha                                                                       | アシスタント: スティーヴン・スピルバーグ |
| 2005 | ミュンヘン Munich                                                                                | アソシエイト: スティーヴン・スピルバーグ |
| 2006 | モンスター・ハウス Monster House                                                                 | アシスタント: スティーヴン・スピルバーグ |
| 2006 | 父親たちの星条旗 Flags of Our Fathers                                                            | アシスタント: スティーヴン・スピルバーグ |
| 2006 | 硫黄島からの手紙 Letters from Iwo Jima                                                           | アシスタント: スティーヴン・スピルバーグ |
| 2008 | インディ・ジョーンズ/クリスタル・スカルの王国 Indiana Jones and the Kingdom of the Crystal Skull | アソシエイトプロデューサー               |
| 2010 | ヒア アフター Hereafter                                                                          | アシスタント: スティーヴン・スピルバーグ |
| 2010 | トゥルー・グリット True Grit                                                                     | アシスタント: スティーヴン・スピルバーグ |
| 2011 | SUPER8/スーパーエイト Super 8                                                                    | アソシエイト: スティーヴン・スピルバーグ |
| 2011 | トランスフォーマー/ダークサイド・ムーン Transformers: Dark of the Moon                           | アシスタント: スティーヴン・スピルバーグ |
| 2011 | カウボーイ & エイリアン Cowboys & Aliens                                                         | アソシエイト: スティーヴン・スピルバーグ |
| 2011 | リアル・スティール Real Steel                                                                    | アソシエイト: スティーヴン・スピルバーグ |
| 2011 | タンタンの冒険/ユニコーン号の秘密 The Adventures of Tintin                                       | アソシエイト: スティーヴン・スピルバーグ |
| 2011 | 戦火の馬 War Horse                                                                               | アソシエイトプロデューサー               |
| 2012 | リンカーン Lincoln                                                                               | 共同製作                                 |
| 2015 | ブリッジ・オブ・スパイ Bridge of Spies                                                           | 製作                                     |
| 2016 | BFG: ビッグ・フレンドリー・ジャイアント The BFG                                                  | 製作総指揮                               |
| 2017 | ペンタゴン・ペーパーズ/最高機密文書 The Post                                                     | 製作                                     |
| 2018 | レディ・プレイヤー1 Ready Player One                                                             | 製作                                     |
| 2021 | ウエスト・サイド・ストーリー West Side Story                                                     | 製作                                     |
| 2022 | フェイブルマンズ The Fabelmans                                                                   | 製作                                     |
| 2023 | マエストロ: その音楽と愛と Maestro                                                               | 製作                                     |
| 2023 | カラーパープル The Color Purple                                                                  | 製作総指揮                               |